# Jetsun Pema
Jetsun Pema Wangchuck (Timbu, 4 de junio de 1990) es la reina consorte de Bután por su matrimonio con el rey Jigme Khesar Namgyel Wangchuck desde el 13 de octubre de 2011.Es madre del príncipe Jigme Namgyel Wangchuck, heredero al trono del país, así como del príncipe Jigme Ugyen Wangchuck y la princesa Sonam Yangden Wangchuck.
Desde que contrajo matrimonio con el rey, ostenta el título de Reina Dragón (en dzongkha; Druk Gyaltsuen).
Es una Jetsunma ("mujer venerable"). Este título se otorga a una mujer nacida en una familia tibetana tradicional.

## Biografía

### Nacimiento y familia
Jetsun Pema nació el 4 de junio de 1990 en el Hospital de Timbu, Bután. Es la segunda hija de Dhondup Gyaltshen, piloto de aerolíneas comerciales de la compañía Bahrain Air; y de su esposa, Aum Sonam Choki, hija a su vez de Dasho Thinley Namgyal y de su segunda esposa, Aum Rinchen. El padre de Jetsun es además nieto de Ugyen Tshering por línea paterna y de Thinley Topgay por línea materna (que fueron ambos gobernadores de Trashigang).
Tiene dos hermanos menores, Thinley Norbu (casado en 2020 con su cuñada, la princesa Ashi Euphelma Choden Wangchuck) y Jigme Namgyel; y dos hermanas, Serchen Doma y Yeatso Lhamo, que está casada desde 2013 con su cuñado, el príncipe Gyaltshab Jigme Dorji Wangchuck.
Con su esposo comparte un ancestro común, por lo cual son primos lejanos. Se trata del 48° Druk Desi de Bután, Jigme Namgyal (padre del Rey Dragón Ugyen Wangchuck y de su tararabuela, Ashi Yeshay Choden).

### Formación
La reina empezó sus estudios en el colegio de infantil Little Dragon Montessori School. Más tarde, siguió su formación en el colegio Sunshine School y en los institutos Changagkha Lower Secondary School y Lungtenzampa Middle Secondary School de Timbu. Prosiguió los estudios en el Lawrence School y el St Joseph's Convent de India. Antes de casarse, la reina se matriculó en la universidad privada Regent's College de Londres, donde empezó a estudiar un grado en Relaciones Internacionales.
Además del dzongkha, su lengua materna, habla con fluidez inglés e hindi, ya que pasó parte de sus años como estudiante en India e Inglaterra.
Entre sus aficiones destacan las bellas artes, la pintura y el baloncesto. En la escuela, fue capitana de su equipo de baloncesto, y después de la etapa estudiantil, siempre ha seguido interesada en este deporte.

## Matrimonio y descendencia

### Compromiso y boda
La familia de Jetsun siempre estuvo relacionada con la monarquía de Bután, y ambos se conocieron durante unas vacaciones familiares en 1997, cuando ella tan solo tenía siete años y el entonces heredero al trono contaba con 17 años de edad. El príncipe prometió que si cuando Jetsun cumpliera la mayoría de edad seguía soltera, ambos se casarían.
En mayo de 2011 se conoció la notícia de su compromiso con el actual rey de Bután.
El 13 de octubre de ese año, Jetsun contrajo matrimonio con el rey, Jigme Khesar Namgyel Wangchuck. La ceremonia nupcial, de rito budista, se celebró en una fortaleza monástica del siglo XVII situada en Punakha, en el Himalaya. No asistieron el resto de familias reales, pues la pareja quería una boda sencilla.

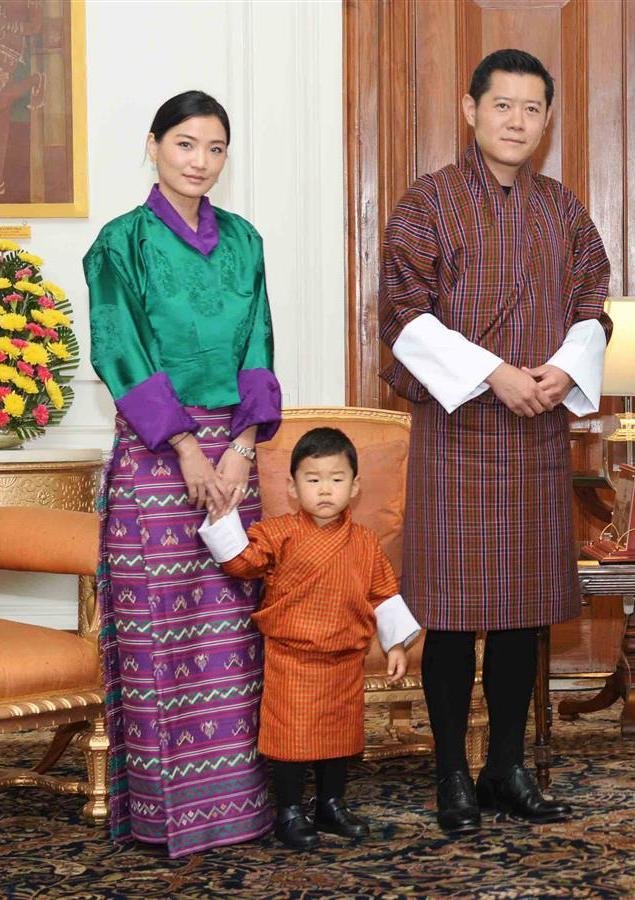
Los reyes de Bután con su primogénito.

### Descendencia
En noviembre de 2015, se anunció que los reyes de Bután esperaban la llegada de su primer hijo, un varón, para el primer trimestre del año 2016. El primogénito se convertiría en heredero al trono del país.
Finalmente, el primer hijo del matrimonio, el príncipe heredero Jigme Namgyel Wangchuck, nació el 5 de febrero de 2016, en el Palacio de Lingkana, en Timbu.
En diciembre de 2019 se anunció que los reyes esperaban su segundo hijo para la primavera de 2020.El príncipe Jigme Ugyen Wangchuck, nació el 19 de marzo de 2020 en el Palacio de Lingkana.
En junio de 2023 se anunció que la reina estaba embarazada, y el 9 de septiembre nació la primera hija de la pareja real en el Palacio de Lingkana.La princesa Sonam Yangden Wangchuck fue formalmente presentada el 9 de diciembre de ese año.

## Reina de Bután
Desde que se convirtió en reina de Bután, Jetsun se ha volcado en diferentes causas sociales. En noviembre de 2011 se convirtió en patrona de la Sociedad del Talento de Bután. También es patrona de la Real Sociedad para la protección de la Naturaleza de Bután (RSPN), embajadora del UNEP para preservar la capa de ozono, y patrona de la Fundación del Riñón de Bután. Desde 2016 es, además, presidenta de la Cruz Roja de Bután.
Tras su boda, la reina impulsó el proyecto "Joya de la Corona"; una colección de ilustraciones digitales sobre su boda real, que vio la luz el 19 de enero de 2013. Con un precio de 1200 Nu., el libro fue vendido en librerías seleccionadas de Timbu. Desde el año 2015, el matrimonio fue protagonista de un calendario digital que todos los ciudadanos se pudieron descargar de Internet gratuitamente. Dicha iniciativa fue propuesta por la reina.

## Títulos y tratamientos
| ● 4 de junio de 1990-13 de octubre de 2011: | Ashi Jetsun Pema     |
| ● 13 de octubre de 2011-presente:           | Su majestad la reina |

## Distinciones honoríficas

### Distinciones honoríficas butanesas
- Medalla Conmemorativa del 60° Aniversario del Rey Jigme Singye (11/11/2015).

## Ancestros
|  |                                                |  |  |  |  |  |  |  |  |  |  |  |  |  |  |  |
|  | 8. Ugyen Tshering, Dzongpon de Trashigang      |  |  |  |  |  |  |  |  |  |  |  |  |  |  |  |
|  |                                                |  |  |  |  |  |  |  |  |  |  |  |  |  |  |  |
|  |                                                |  |  |  |  |  |  |  |  |  |  |  |  |  |  |  |
|  | 4. Brigadier Ugyen Dorji Tangbi                |  |  |  |  |  |  |  |  |  |  |  |  |  |  |  |
|  |                                                |  |  |  |  |  |  |  |  |  |  |  |  |  |  |  |
|  |                                                |  |  |  |  |  |  |  |  |  |  |  |  |  |  |  |
|  | 9. Dorji Wangmo                                |  |  |  |  |  |  |  |  |  |  |  |  |  |  |  |
|  |                                                |  |  |  |  |  |  |  |  |  |  |  |  |  |  |  |
|  |                                                |  |  |  |  |  |  |  |  |  |  |  |  |  |  |  |
|  | 2. Capitán Dhondup Gyaltshen                   |  |  |  |  |  |  |  |  |  |  |  |  |  |  |  |
|  |                                                |  |  |  |  |  |  |  |  |  |  |  |  |  |  |  |
|  |                                                |  |  |  |  |  |  |  |  |  |  |  |  |  |  |  |
|  | 20. Sonam Tshering, Dzongpon de Trashigang     |  |  |  |  |  |  |  |  |  |  |  |  |  |  |  |
|  |                                                |  |  |  |  |  |  |  |  |  |  |  |  |  |  |  |
|  |                                                |  |  |  |  |  |  |  |  |  |  |  |  |  |  |  |
|  | 10. Thinley Topgay, Dzongpon de Trashigang     |  |  |  |  |  |  |  |  |  |  |  |  |  |  |  |
|  |                                                |  |  |  |  |  |  |  |  |  |  |  |  |  |  |  |
|  |                                                |  |  |  |  |  |  |  |  |  |  |  |  |  |  |  |
|  | 21. Aum Chomo                                  |  |  |  |  |  |  |  |  |  |  |  |  |  |  |  |
|  |                                                |  |  |  |  |  |  |  |  |  |  |  |  |  |  |  |
|  |                                                |  |  |  |  |  |  |  |  |  |  |  |  |  |  |  |
|  | 5. Aum Karma Yangzom                           |  |  |  |  |  |  |  |  |  |  |  |  |  |  |  |
|  |                                                |  |  |  |  |  |  |  |  |  |  |  |  |  |  |  |
|  |                                                |  |  |  |  |  |  |  |  |  |  |  |  |  |  |  |
|  | 11. Aum Lhamo                                  |  |  |  |  |  |  |  |  |  |  |  |  |  |  |  |
|  |                                                |  |  |  |  |  |  |  |  |  |  |  |  |  |  |  |
|  |                                                |  |  |  |  |  |  |  |  |  |  |  |  |  |  |  |
|  | 1. Jetsun Pema                                 |  |  |  |  |  |  |  |  |  |  |  |  |  |  |  |
|  |                                                |  |  |  |  |  |  |  |  |  |  |  |  |  |  |  |
|  |                                                |  |  |  |  |  |  |  |  |  |  |  |  |  |  |  |
|  | 24. Sonam Tenzin                               |  |  |  |  |  |  |  |  |  |  |  |  |  |  |  |
|  |                                                |  |  |  |  |  |  |  |  |  |  |  |  |  |  |  |
|  |                                                |  |  |  |  |  |  |  |  |  |  |  |  |  |  |  |
|  | 12. Tenzin Thinley, Khyungtrul Pema Wangchen   |  |  |  |  |  |  |  |  |  |  |  |  |  |  |  |
|  |                                                |  |  |  |  |  |  |  |  |  |  |  |  |  |  |  |
|  |                                                |  |  |  |  |  |  |  |  |  |  |  |  |  |  |  |
|  | 25. Sonam Lhatsho                              |  |  |  |  |  |  |  |  |  |  |  |  |  |  |  |
|  |                                                |  |  |  |  |  |  |  |  |  |  |  |  |  |  |  |
|  |                                                |  |  |  |  |  |  |  |  |  |  |  |  |  |  |  |
|  | 6. Dasho Thinley Namgyal, Dzongpon de Zhemgang |  |  |  |  |  |  |  |  |  |  |  |  |  |  |  |
|  |                                                |  |  |  |  |  |  |  |  |  |  |  |  |  |  |  |
|  |                                                |  |  |  |  |  |  |  |  |  |  |  |  |  |  |  |
|  | 26. Chimi Dorji, Dzongpon de Timbu             |  |  |  |  |  |  |  |  |  |  |  |  |  |  |  |
|  |                                                |  |  |  |  |  |  |  |  |  |  |  |  |  |  |  |
|  |                                                |  |  |  |  |  |  |  |  |  |  |  |  |  |  |  |
|  | 13. Decho Dorji                                |  |  |  |  |  |  |  |  |  |  |  |  |  |  |  |
|  |                                                |  |  |  |  |  |  |  |  |  |  |  |  |  |  |  |
|  |                                                |  |  |  |  |  |  |  |  |  |  |  |  |  |  |  |
|  | 27. Yeshay Choden                              |  |  |  |  |  |  |  |  |  |  |  |  |  |  |  |
|  |                                                |  |  |  |  |  |  |  |  |  |  |  |  |  |  |  |
|  |                                                |  |  |  |  |  |  |  |  |  |  |  |  |  |  |  |
|  | 3. Aum Sonam Choki                             |  |  |  |  |  |  |  |  |  |  |  |  |  |  |  |
|  |                                                |  |  |  |  |  |  |  |  |  |  |  |  |  |  |  |
|  |                                                |  |  |  |  |  |  |  |  |  |  |  |  |  |  |  |
|  | 14. Tshering                                   |  |  |  |  |  |  |  |  |  |  |  |  |  |  |  |
|  |                                                |  |  |  |  |  |  |  |  |  |  |  |  |  |  |  |
|  |                                                |  |  |  |  |  |  |  |  |  |  |  |  |  |  |  |
|  | 7. Aum Rinchen                                 |  |  |  |  |  |  |  |  |  |  |  |  |  |  |  |
|  |                                                |  |  |  |  |  |  |  |  |  |  |  |  |  |  |  |
|  |                                                |  |  |  |  |  |  |  |  |  |  |  |  |  |  |  |
|  | 15. Aum Lekpa                                  |  |  |  |  |  |  |  |  |  |  |  |  |  |  |  |
|  |                                                |  |  |  |  |  |  |  |  |  |  |  |  |  |  |  |
|  |                                                |  |  |  |  |  |  |  |  |  |  |  |  |  |  |  |